# Coupe des Amériques féminine de hockey sur gazon
La Coupe des Amériques féminine de hockey sur gazon est une compétition internationale de hockey sur gazon masculine organisée par la Fédération panaméricaine de hockey. L'équipe gagnante devient championne des Amériques et se qualifie pour la Coupe du monde.
L'Argentine est la championne en titre, remportant l'édition 2017. L'Argentine est également la seule équipe à avoir remporté le tournoi, remportant toutes les éditions jusqu'à présent.
Les hôtes ainsi que les six équipes les mieux classées de l'édition précédente sont qualifiés directement pour le tournoi, ils sont rejoints par la meilleure équipe du Challenge d'Amérique ou les deux meilleures équipes si l'hôte est déjà qualifié.

## Résultats
| Édition | Lieu       | Champion  | Vice-champion | Troisième place | Quatrième place   |
| ------- | ---------- | --------- | ------------- | --------------- | ----------------- |
| 2001    | Kingston   | Argentine | États-Unis    | Canada          | Uruguay           |
| 2004    | Bridgetown | Argentine | États-Unis    | Canada          | Uruguay           |
| 2009    | Hamilton   | Argentine | États-Unis    | Chili           | Trinité-et-Tobago |
| 2013    | Mendoza    | Argentine | États-Unis    | Canada          | Chili             |
| 2017    | Lancaster  | Argentine | Chili         | États-Unis      | Canada            |
| 2022    | Santiago   | Argentine | Chili         | Canada          | États-Unis        |

### Performances des équipes nationales
| Équipe            | Champion                                | Vice-champion              | Troisième place            | Quatrième place |
| ----------------- | --------------------------------------- | -------------------------- | -------------------------- | --------------- |
| Argentine         | 6 (2001, 2004, 2009, 2013*, 2017, 2022) |                            |                            |                 |
| États-Unis        |                                         | 4 (2001, 2004, 2009, 2013) | 1 (2017*)                  | 1 (2022)        |
| Chili             |                                         | 2 (2017, 2022*)            | 1 (2009)                   | 1 (2013)        |
| Canada            |                                         |                            | 4 (2001, 2004, 2013, 2022) | 1 (2017)        |
| Uruguay           |                                         |                            |                            | 2 (2001, 2004)  |
| Trinité-et-Tobago |                                         |                            |                            | 1 (2009)        |

* = pays hôte

### Équipes apparues
| Équipe                 | 2001 | 2004 | 2009 | 2013 | 2017 | 2022 | Total |
| ---------------------- | ---- | ---- | ---- | ---- | ---- | ---- | ----- |
| Argentine              | 1er  | 1er  | 1er  | 1er  | 1er  | 1er  | 6     |
| États-Unis             | 2e   | 2e   | 2e   | 2e   | 3e   | 4e   | 6     |
| Canada                 | 3e   | 3e   | 5e   | 3e   | 4e   | 3e   | 6     |
| Chili                  |      | 5e   | 3e   | 4e   | 2e   | 2e   | 5     |
| Uruguay                | 4e   | 4e   |      | 6e   | 5e   | 5e   | 5     |
| Trinité-et-Tobago      |      | 8e   | 4e   | 7e   |      | 6e   | 4     |
| Mexique                | 6e   |      | 6e   | 5e   | 6e   |      | 4     |
| Jamaïque               | 5e   |      | 7e   |      |      |      | 2     |
| Venezuela              | 7e   |      |      |      |      |      | 1     |
| Barbade                |      | 6e   |      |      |      |      | 1     |
| Antilles néerlandaises |      | 7e   |      |      |      |      | 1     |
| Bermudes               |      |      | 8e   |      |      |      | 1     |
| Guyana                 |      |      |      | 8e   |      |      | 1     |
| Brésil                 |      |      |      |      | 7e   |      | 1     |
| Pérou                  |      |      |      |      |      | 7e   | 1     |
| Total                  | 7    | 8    | 8    | 8    | 7    | 7    | [ 3 ] |